# Данненберг (Эльба)
Данненберг (нем. Dannenberg, полаб. Woikam или Wajdars) — город в Германии, в земле Нижняя Саксония.
Входит в состав района Люхов-Данненберг. Подчиняется управлению Эльбталауэ. Население составляет 8200 человек (на 31 декабря 2018 года). Занимает площадь 76,31 км². Официальный код — 03 3 54 004.

## Фотографии

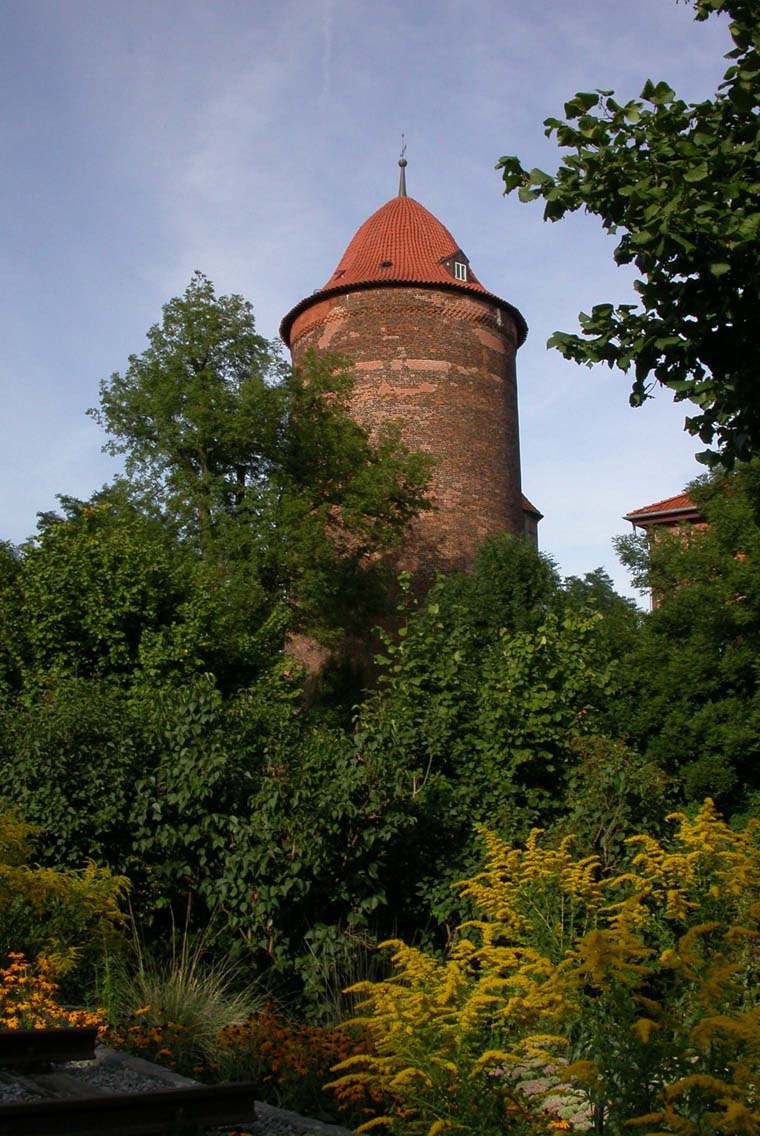
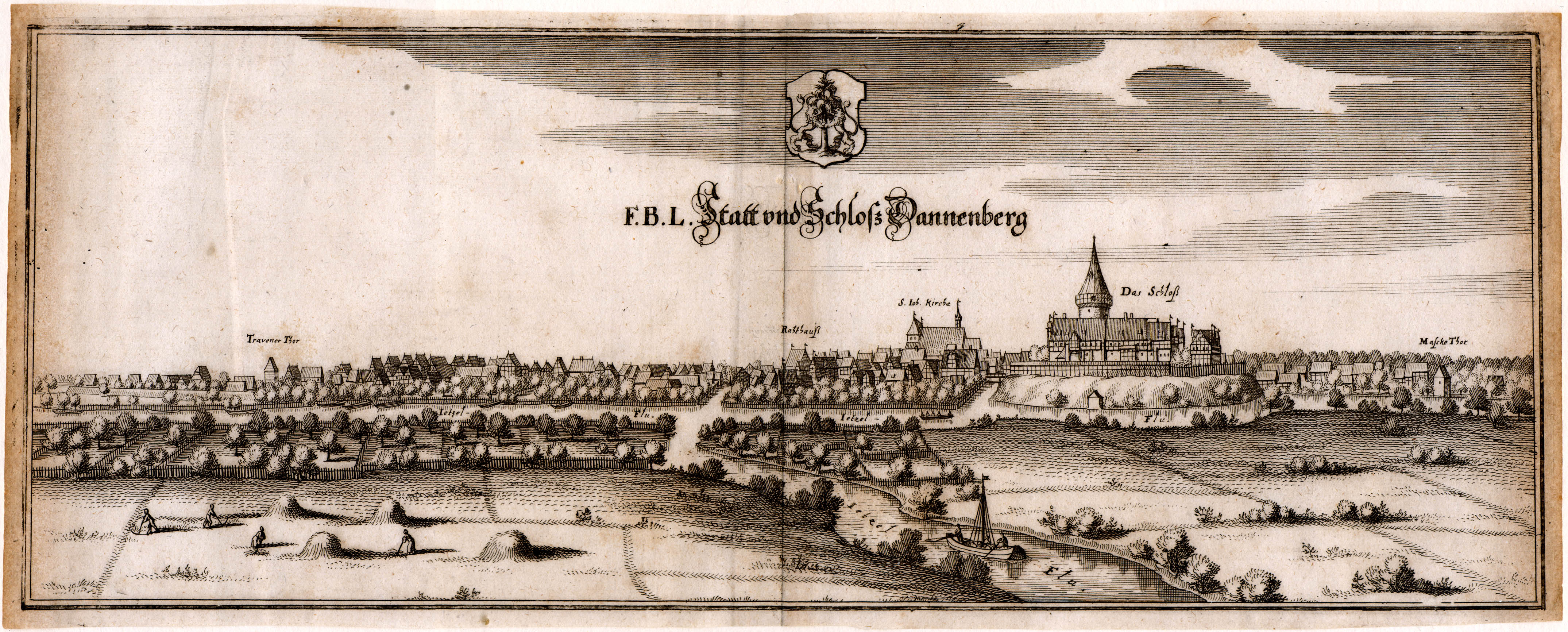
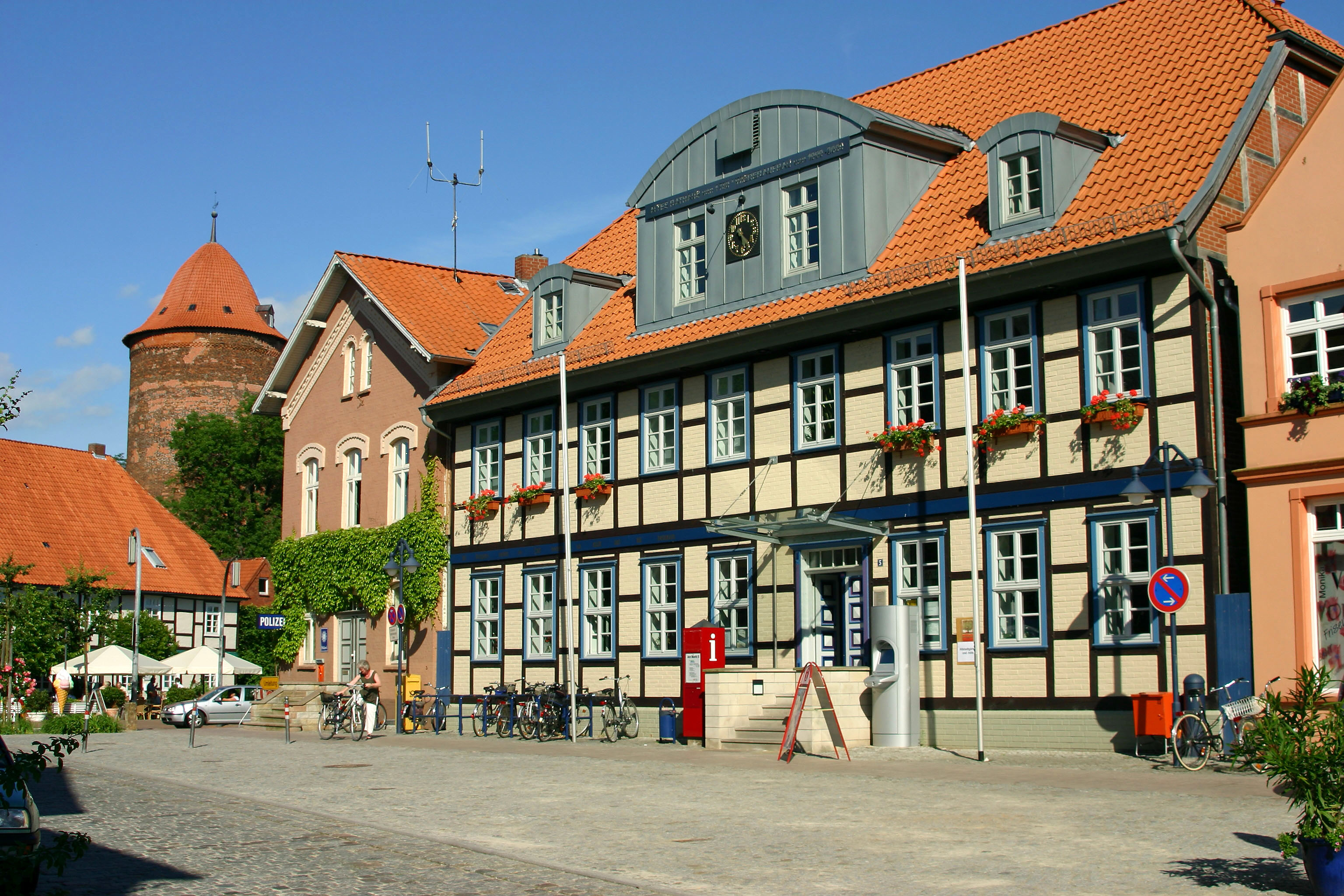
Ратуша
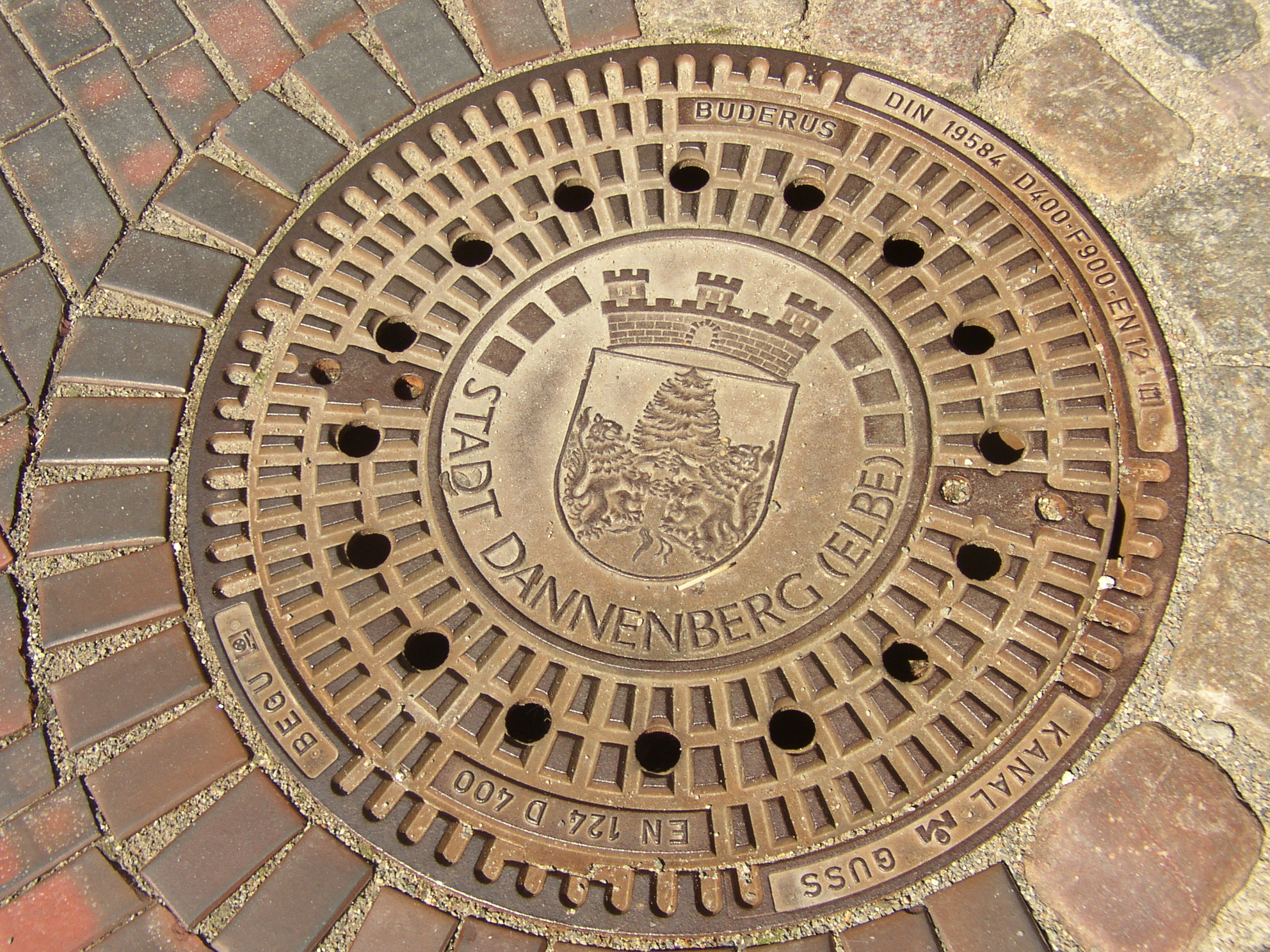